# Copa Conmebol Master
Die Copa Conmebol Master, auch Copa Master da Conmebol, war ein südamerikanischer Fußballwettbewerb der im Februar 1996 unter den Siegern der Copa Conmebol der Jahre 1992 bis 1995 ausgespielt wurde. Das Turnier gewann der brasilianische Verein FC São Paulo.

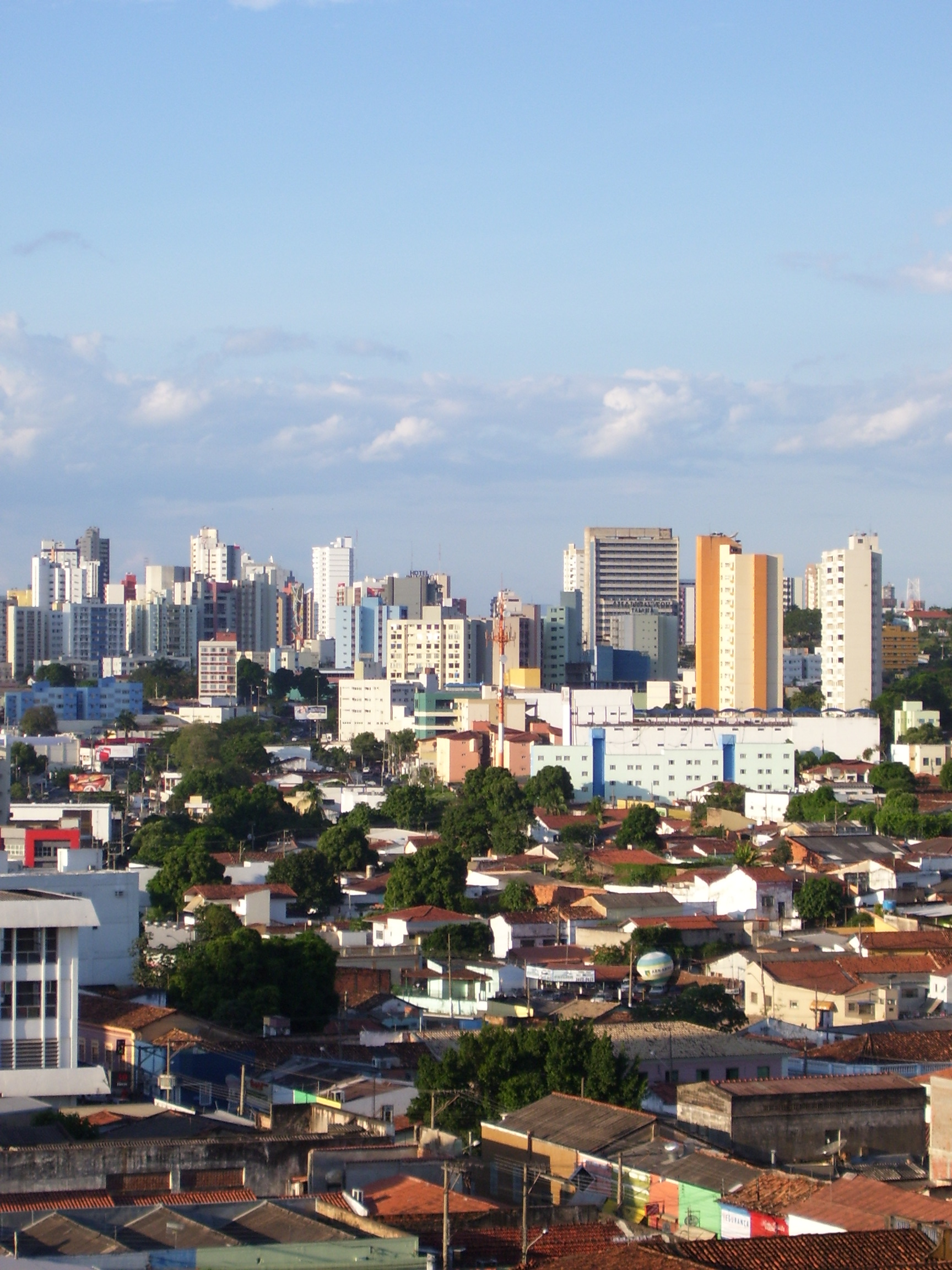
Cuiabá

Austragungsort war das seinerzeit knapp 50.000 Personen fassende als "Verdão" bekannte Estádio Governador José Fragelli in Cuiabá, der Hauptstadt des Bundesstaates Mato Grosso im mittleren Westen Brasiliens.
Die teilnehmenden Mannschaften waren die brasilianischen Klubs Atlético Mineiro (Sieger 1992), Botafogo FR (1993), FC São Paulo (1994), sowie Rosario Central aus Argentinien (Sieger 1995). Sieger wurde die Mannschaft von São Paulo, die seinerzeit von Muricy Ramalho, der ein Jahrzehnt später den Verein zu einem Hattrick bei der nationalen Meisterschaft führen sollte, trainiert wurde. Die Klubs traten im K.-o.-System gegeneinander an um den Pokalsieger zu ermitteln.
Der fünffache Nationalspieler Almir von São Paulo wurde mit 5 Treffern Torschützenkönig des Turniers, vor Valdir, ebenfalls São Paulo, und Túlio Costa von Botafogo mit jeweils drei Toren.
Sportlich ist die Bedeutung des Turnieres, das seinerzeit in Brasilien auch ironisch nach dem übertragenden Fernsehsender Copa SBT genannt wurde, nachrangig. Selbst die Copa Conmenbol kam bereits nach ihrer achten Ausspielung 1999 zu einem baldigen Ende. Vergleichbare kurzlebige Turniere, mit denen vornehmlich in den 1990er Jahren experimentiert wurde und die primär kommerziellen Interessen folgten, waren beispielsweise Copa Mercosur und Copa Merconorte, sowie die Copa Master de Supercopa und Supercopa Sudamericana.

## Spiele
| Datum      |                  | Ergebnis         |                 |
| ---------- | ---------------- | ---------------- | --------------- |
| 08.02.1996 | FC São Paulo     | 7:3              | Botafogo FR     |
| 09.02.1996 | Atlético Mineiro | 0:0 (10:9 i. E.) | Rosario Central |

| FC São Paulo                                         | FC São Paulo | Atlético Mineiro | Atlético Mineiro |
| ---------------------------------------------------- | --- | --- | ---------------- |
| FC São Paulo                                         | \| 12.02.1996 \| \| Ergebnis: 3:0 (1:0) \| \| Schiedsrichter: Sidrack Marinho dos Santos (Sergipe) \|                                                                               | \| 12.02.1996 \| \| Ergebnis: 3:0 (1:0) \| \| Schiedsrichter: Sidrack Marinho dos Santos (Sergipe) \|                                                                            | Atlético Mineiro |
| FC São Paulo                                         | Zetti - Edinho, Pedro Luis, Sorlei (?. Marquinhos Capixaba), Guilherme - Donizete, Edmílson (?. Gilmar), Ailton (?. Denílson) - Almir, Valdir, Sandoval Cheftrainer: Muricy Ramalho | Taffarel - Dinho, Ademir, Ronaldo Guiaro, Edgar - Doriva, Gutemberg (?. Silva), Hernâni, Cairo (?. Paulão) - Renaldo, Leandro Tavares (?. Cleiton) Cheftrainer: Procópio Cardoso | Atlético Mineiro |
| FC São Paulo                                         | 1:0 Ailton (10.) 2:0 Almir (51.) 3:0 Valdir (68.) | | Atlético Mineiro |
| FC São Paulo                                         | Ronaldo Guiaro | | Atlético Mineiro |
| 12.02.1996                                           | | |                  |
| Ergebnis: 3:0 (1:0)                                  | | |                  |
| Schiedsrichter: Sidrack Marinho dos Santos (Sergipe) | | |                  |